# Frederik R. Wurm
Frederik R. Wurm (* 1981 in Wiesbaden) ist ein deutscher Chemiker. Seit 2020 ist er als Professor an der Universität Twente in Enschede tätig und leitet eine Forschungsgruppe über nachhaltige Polymerchemie („Sustainable Polymer Chemistry“, SPC).

## Leben
Frederik Wurm studierte von 2001 bis 2006 Chemie an der Johannes Gutenberg-Universität Mainz und an der University of Toronto. Er promovierte im Jahr 2009 an der Johannes Gutenberg-Universität Mainz über die Synthese neuartiger komplexer Makromoleküle. Er verbrachte einen zweijährigen Postdoc-Aufenthalt als Humboldt-Feodor-Lynen-Stipendiat an der École polytechnique fédérale de Lausanne in der Schweiz, wo er sich mit Protein-Polymer-Konjugaten beschäftigte. 2012 kam er zurück nach Deutschland und arbeitete als Gruppenleiter bei Katharina Landfester  am Max-Planck-Institut für Polymerforschung in Mainz und leitete die Gruppe „Funktionale Polymere“. 2016 habilitiert er sich. Seit 2020 ist er Professor an der Universität Twente in Enschede, Niederlande.

## Wirken
Frederik Wurms Forschungsinteresse umfasst die Synthese neuer Bausteine für funktionale Polymere (synthetische Polymerchemie), insbesondere bioabbaubare Polymere besonders den Polyphosphorsäureestern (Polyphosphorester, PPE). Außerdem befasst er sich mit Biopolymeren wie Lignin, Stärke oder DNA. DNA dient besonders als Vorlage für eine Vielzahl an Forschungsartikeln im Bereich der Polyphosphorester.
Er befasst sich mit der Herstellung von Nano- und Mikropartikeln zum Wirkstofftransport („Nanocarrier“), besonders basierend auf Lignin, und zur Verwendung in der Landwirtschaft, wie zum Beispiel dem Weinbau. Aufgewachsen im Rheingau, einem bekannten Weinanbaugebiet, kombinierte Wurm so seine Leidenschaft für Wein mit dem Ziel der Schaffung einer nachhaltigeren Landwirtschaft mit reduzierten chemischen Pestiziden. Er entwickelte Nanocarrier zum gezielten Transport zum Beispiel von Fungiziden im Weinbau, um so flächendeckendes Versprühen zu vermeiden. Sie wurden 2018 im Feldversuch in einem Rebenanbaugebiet bei Neustadt an der Weinstraße als Mittel gegen die Pilzerkrankung Esca getestet.
In der Lehre an der Universität Twente unterrichtet er Organische Chemie, Polymerchemie und Materialwissenschaft.
Er hat etwa 200 Artikel in internationalen Zeitschriften publiziert und hält einige Patente.
Seit 2019 ist er einer der Herausgeber des European Polymer Journal.

## Ausgewählte Publikationen
- Sebastian J. Beckers, Alexander H. J. Staal, Christine Rosenauer, Mangala Srinivas, Katharina Landfester, Frederik R. Wurm: Targeted Drug Delivery for Sustainable Crop Protection: Transport and Stability of Polymeric Nanocarriers in Plants. In: Advanced Science. Band 8, Nr. 11, Juni 2021, S. 2100067, doi:10.1002/advs.202100067, PMID 34105269, PMC 8188206 (freier Volltext).
- Susanne Schöttler, Greta Becker, Svenja Winzen, Tobias Steinbach, Kristin Mohr, Katharina Landfester, Volker Mailänder, Frederik R. Wurm: Protein adsorption is required for stealth effect of poly(ethylene glycol)- and poly(phosphoester)-coated nanocarriers. In: Nature Nanotechnology. Band 11, Nr. 4, April 2016, S. 372–377, doi:10.1038/nnano.2015.330.
- Jochen Fischer, Sebastian J. Beckers, Doungporn Yiamsawas, Eckhard Thines, Katharina Landfester, Frederik R. Wurm: Targeted Drug Delivery in Plants: Enzyme-Responsive Lignin Nanocarriers for the Curative Treatment of the Worldwide Grapevine Trunk Disease Esca. In: Advanced Science. Band 6, Nr. 15, August 2019, S. 1802315, doi:10.1002/advs.201802315, PMID 31406660, PMC 6685467 (freier Volltext).
- Tobias P. Haider, Carolin Völker, Johanna Kramm, Katharina Landfester, Frederik R. Wurm: Plastics of the Future? The Impact of Biodegradable Polymers on the Environment and on Society. In: Angewandte Chemie International Edition. Band 58, Nr. 1, Januar 2019, S. 50–62, doi:10.1002/anie.201805766.
- Kristin N. Bauer, Lei Liu, Manfred Wagner, Denis Andrienko, Frederik R. Wurm: Mechanistic study on the hydrolytic degradation of polyphosphates. In: European Polymer Journal. Band 108, November 2018, S. 286–294, doi:10.1016/j.eurpolymj.2018.08.058.
- Kristin N. Bauer, Hisaschi T. Tee, Maria M. Velencoso, Frederik R. Wurm: Main-chain poly(phosphoester)s: History, syntheses, degradation, bio-and flame-retardant applications. In: Progress in Polymer Science. Band 73, Oktober 2017, S. 61–122, doi:10.1016/j.progpolymsci.2017.05.004.
- Thomas Wolf, Timo Rheinberger, Johanna Simon, Frederik R. Wurm: Reversible Self-Assembly of Degradable Polymersomes with Upper Critical Solution Temperature in Water. In: Journal of the American Chemical Society. Band 139, Nr. 32, August 2017, S. 11064–11072, doi:10.1021/jacs.7b02723.
- Doungporn Yiamsawas, Grit Baier, Eckhard Thines, Katharina Landfester, Frederik R. Wurm: Biodegradable lignin nanocontainers. In: RSC Adv. Band 4, Nr. 23, Februar 2014, S. 11661–11663, doi:10.1039/C3RA47971D.
- Filippo Marsico, Manfred Wagner, Katharina Landfester, Frederik R. Wurm: Unsaturated Polyphosphoesters via Acyclic Diene Metathesis Polymerization. In: Macromolecules. Band 45, Nr. 21, November 2012, S. 8511–8518, doi:10.1021/ma301508s.

## Auszeichnungen
- 2009 DSM Science and Technology Award (3rd place)[9]
- 2009 Feodor-Lynen Stipendium der Alexander-von-Humboldt-Stiftung
- 2011 Rückkehrstipendium der Alexander-von-Humboldt-Stiftung
- 2014 European Young Chemist Award of the European Chemical Society (EuCHeMS, Gold Medal)[10]
- 2014 Georg Manecke Preis der Gesellschaft Deutscher Chemiker (GDCh)[11]
- 2016 Reimund Stadler Preis der Gesellschaft Deutscher Chemiker (GDCh)[12]
- 2017 Dozentenpreis des Fonds der Chemischen Industrie[13]
- 2019 Materials Today - European Polymer Journal Award 2018[14]
- 2019 Polymer Chemistry Lectureship[15]